# Herning Kommune (1913-1970)
Navnet "Herning Kommune" henviser til flere artikler, se dem her.
Herning Kommune (1913–1970) var en dansk kommune i Ringkøbing Amt.

## Administativ historik
Herning fik tildelt sine købstadsrettigheder pr. 1. april 1913, efter at byen havde gennemgået en kraftig udvikling. Det moderne Hernings fødsel er bestemt til etableringen af et tinghus i 1827. Det blev dog først i 1882, at Herning by blev en selvstændig landkommune, efter man udskilte denne fra Rind-Herning Kommune.